# Д’Анагани, Крещенцио
Крещенцио д’Анагани (Crescenzio, также известный как Crescenzo d’Anagani) — католический церковный деятель XII века. Стал кардиналом-дьяконом Санта-Мария-ин-Домника на консистории 1112 года. В декабре оставил этот титул чтобы стать кардиналом-священником Санти-Марчеллино-э-Пьетро. Участвовал в выборах папы Геласия II (1118), Гонория II (1124), а также антипапы Анаклета II (1130). В дальнейшем признал легитимность папы Иннокентия II и вновь получил свой титул.